# باول هاغ
باول هاغ (بالإنجليزية: Paul Hague)‏ هو لاعب كرة قدم بريطاني، ولد في 16 سبتمبر 1972 في Shotley Bridge ‏ في المملكة المتحدة. لعب مع نادي غيلينغهام ونادي كورك سيتي ونادي ليتون أورينت.